# Tosya
Tosya là một huyện thuộc tỉnh Kastamonu, Thổ Nhĩ Kỳ. Huyện có diện tích 1186 km² và dân số thời điểm năm 2007 là 41046 người, mật độ 35 người/km².